# Charles W. Brooks
Pour les articles homonymes, voir Brooks.
Charles Wayland Brooks, (1897 - 1957), est un homme politique américain, sénateur républicain de l'Illinois au Congrès des États-Unis, de 1940 à 1949.
Brooks est né à West Bureau dans l'Illinois et pendant la Première Guerre mondiale il a servi comme premier lieutenant dans la marine américaine de 1917 à 1919 ; pendant qu'il est au combat, il est blessé à plusieurs reprises.
En 1936, Wayland Brooks remporte l'investiture républicaine pour le poste de Gouverneur de l'Illinois mais il est battu par le démocrate Henry Horner. En 1940, Brooks est élu sur le fil du rasoir pour terminer le mandat du sénateur démocrate James Hamilton Lewis, décédé en cours de mandat. Brooks est réélu en 1942 ; candidat à sa réélection en 1948 il est battu par le démocrate Paul Douglas. Il meurt en 1957 à Chicago.

### Source
- (de) Cet article est partiellement ou en totalité issue d'une traduction de l'article Wikipédia en anglais intitule « en:Charles W. Brooks ».